# Aji Yam Secka
Aji Yam Secka (Ajaratou Mariama (Yamu) Secka; auch: Mariama B. Secka) ist eine gambische Politikerin.

## Leben
Aji Yam Secka gehört der United Democratic Party (UDP) an. Sie engagierte sich viel im Frauenflügel der Partei. Um 1998 und 2001 sowie um 2014 war sie Generalsekretärin der Frauengruppe (Women Secretary General). Um 2011/2012 und Ende 2018 war sie stellvertretende Leiterin.
Um 2016 war sie stellvertretende Generalsekretärin. Da Parteichef Ousainou Darboe zeitweise inhaftiert war, leitete sie in dieser Zeit die Partei. Gegen Ende der Regierungszeit Yahya Jammehs war sie eine der Führungsfiguren bei den Protesten gegen willkürliche Inhaftierungen und Rechtsverletzungen.
Neben Halifa Sallah (PDOIS), Dembo Bojang (UDP) und Alhagie Darboe (UDP) soll sie eine der maßgeblichen Personen gewesen sein, die ihre gemeinsamen politischen Ziele in einem Memorandum festlegten und sich in der Coalition 2016 auf den gemeinsamen Kandidaten Adama Barrow einigten, der die Präsidentschaftswahl 2016 später tatsächlich gewann.